# Eerbiedige ontvangst bij nacht
Eerbiedige ontvangst bij nacht is een hoorspel van Lars Gustafsson. Den nattliga hyllningen (1966) werd in 1971 als Die nächtliche Huldigung door de Süddeutscher Rundfunk uitgezonden. Cora Polet vertaalde het en de KRO zond het uit op dinsdag 14 mei 1974, van 21:15 uur tot 22:30 uur, in het programma Dinsdagavondtheater. De regisseur was Willem Tollenaar.

## Rolbezetting
- Steye van Brandenberg
- Bert Dijkstra
- Paul van der Lek
- Pieter Lutz
- Hans Veerman
- Siem Vroom
- Jan Wegter

## Inhoud
In het begin van 1824 zou het pas getrouwde Zweedse troonopvolgerspaar Oscar en Josefina een reis naar Noorwegen maken, waar de kroonprinses nog nooit geweest was. De eerste overnachting zou plaatsvinden in Västeros, waar ze na een dagreis van 120 kilometer niet voor laat in de avond verwacht werden. Er werden voor hun ontvangst uitgebreide voorbereidingen getroffen. Bij aankomst van de hoge reizigers ontstond bij de toegang tot de stad en in de straten een geweldig gedrang en tumult. Fakkeldragers haastten zich naderbij om de koets te omringen. In zijn spel drijft de auteur de spot met hoogwaardigheidsbekleders, ambtenaren en feestorganisatoren en laat hij zien dat de mens – hoe vooruitziend hij zich ook waant – geen invloed heeft op het lot of noodlot en dat, ondanks al zijn voorzorgsmaatregelen, “het gebeuren” zich buiten hem om voltrekt…